# Lilla Stentjärnet (Steneby socken, Dalsland)
Lilla Stentjärnet är en sjö i Bengtsfors kommun i Dalsland och ingår i Göta älvs huvudavrinningsområde.